# Strajna
Strajna je naselje v Občini Podlehnik.